# Nowołuczki

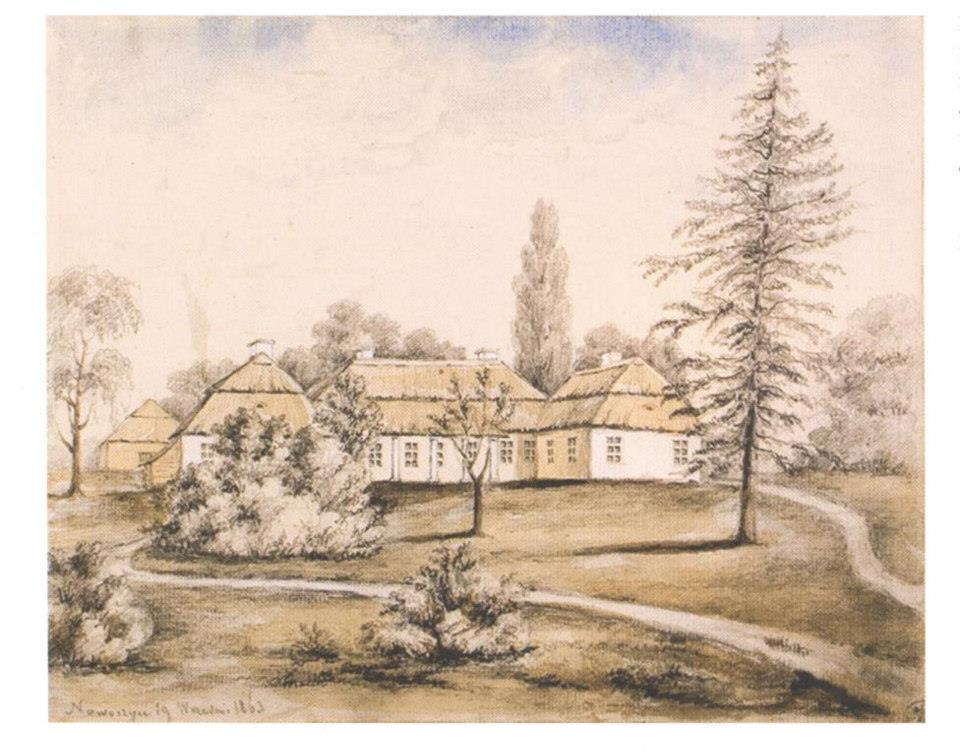
Dwór Giedroyciów w Nowoszycach
od strony ogrodu,
rysunek podm. akwarelą i sepią,
Napoleon Orda, 1863

Nowołuczki (błr. Навалучкі; ros. Новолучки) – wieś na Białorusi, w rejonie janowskim obwodu brzeskiego, około 9 km na północny wschód od Janowa.

## Historia wsi Nowołuczki
Przed rozbiorami tereny, gdzie obecnie znajduje się wieś Nowołuczki, leżały w województwie brzeskolitewskim Rzeczypospolitej. Po III rozbiorze Polski znalazły się na terenie powiatu kobryńskiego, należącego do guberni słonimskiej (1796), litewskiej (1797–1801), a później grodzieńskiej (1801–1915) Imperium Rosyjskiego. Po ustabilizowaniu się granicy polsko-radzieckiej w 1921 roku Nowołuczki wróciły do Polski, były w gminie Drużyłowicze powiatu drohickiego województwa poleskiego (od 1928 roku należały do gminy Janów), od 1945 roku – w ZSRR, od 1991 roku – na terenie Republiki Białorusi.

## Majątek Nowoszyce
Półtora kilometra na północ od Nowołuczek jest miejsce, gdzie przed II wojną światową była siedziba majątku Nowoszyce (w niektórych źródłach: Nowoczczyce) (błr. Навашычы, ros. Новошичи).
Majątek w Nowoszycach jest opisany w 2. tomie Dziejów rezydencji na dawnych kresach Rzeczypospolitej Romana Aftanazego. W miejscu dworu dziś znajduje się zdziczały park dworski (biał. Прысядзібны парк пры былой сядзібе Ордаў). Można tam pod liśćmi znaleźć resztki fundamentów budynków.